# Hexarthra jenkinae
Hexarthra jenkinae är en hjuldjursart som först beskrevs av de Beauchamp 1932.  Hexarthra jenkinae ingår i släktet Hexarthra och familjen Hexarthridae. Inga underarter finns listade i Catalogue of Life.